# Tegeljordfly
Tegeljordfly, Xestia agathina är en fjärilsart som beskrevs av Philogène Auguste Joseph Duponchel 1827. Tegeljordfly ingår i släktet Xestia och familjen nattflyn, Noctuidae. I Finland är arten mycket sällsynt med ett fåtal fynd längst i sydost längs kusten. Arten är ännu inte funnen i Sverige. Inga underarter finns listade i Catalogue of Life.

## Bildgalleri

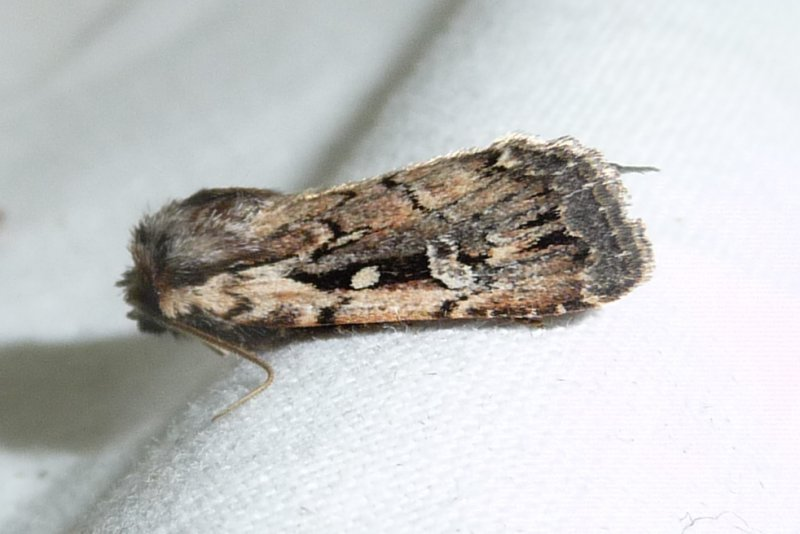
Imago fjäril
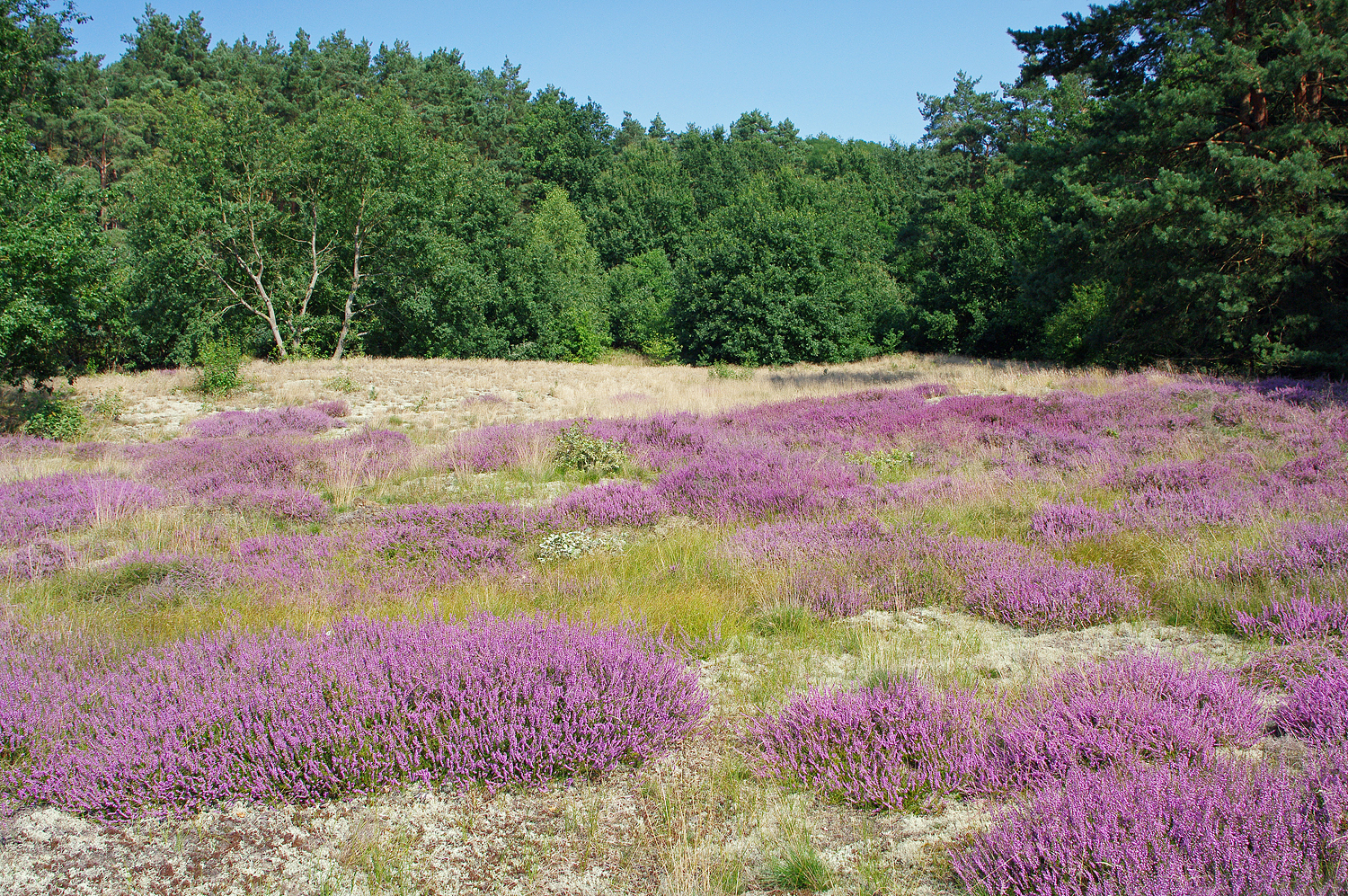
Typiskt habitat för tegeljordfly